# Codariocalyx
A Codariocalyx egy a hövelyesek (Fabaceae) családjába, a bükkönyformák (Faboideae) alcsaládjába tartozó növénynemzetség a Desmodieae nemzetségcsoporton belül. A nemzetség taxonómiai helyzete nem tisztázott, az ide tartozó két fajt egyesek a Codariocalyx, mások a Desmodium nemzetségbe sorolják. A nemzetséget először Justus Carl Hasskarl írta le először 1842-ben a Flora című tudományos folyóiratban.

## Fajai
- távírónövény (Codariocalyx motorius)
- Codariocalyx gyroides